# República Dominicana nos Jogos Pan-Americanos de 2023
A República Dominicana competiu nos Jogos Pan-Americanos de 2023 em Santiago, no Chile, de 20 de outubro a 5 de novembro de 2023. Foi a 18.ª aparição do país nos Jogos Pan-Americanos, tendo participado de todas as edições desde a estreia dos Jogos, exceto em 1963.

## Competidores
Abaixo está a lista do número de competidores (por gênero) participando dos jogos por esporte/disciplina.
| Esporte               | Masculino | Feminino | Total |
| --------------------- | --------- | -------- | ----- |
| Basquetebol           | 2         | 0        | 2     |
| Boliche               | 2         | 0        | 2     |
| Canoagem              | 1         | 0        | 1     |
| Caratê                | 2         | 3        | 5     |
| Ciclismo              | 1         | 1        | 2     |
| Esqui aquático        |           |          | 4     |
| Futebol               | 18        | 0        | 18    |
| Ginástica             | 3         | 2        | 5     |
| Judô                  | 0         | 1        | 1     |
| Levantamento de peso  | 4         | 5        | 9     |
| Lutas                 | 8         | 2        | 10    |
| Patinação sobre rodas | 1         | 0        | 1     |
| Pentatlo moderno      | 2         | 2        | 4     |
| Remo                  | 1         | 0        | 1     |
| Taekwondo             | 3         | 2        | 5     |
| Tênis de mesa         | 1         | 3        | 4     |
| Tiro esportivo        | 4         | 0        | 4     |
| Vela                  | 3         | 0        | 3     |
| Voleibol              | 12        | 12       | 24    |
| Total                 | 70        | 37       | 111   |

## Basquetebol
3x3

### Masculino
A República Dominicana qualificou uma equipe masculina (de 4 atletas) após terminar em quinto na Copa América de Basquetebol 3x3 Masculino de 2022.
Sumário
| Equipe                         | Evento    | Fase preliminar      | Fase preliminar      | Fase preliminar      | Fase preliminar      | Fase preliminar      | Fase preliminar | Semifinal            | Final / MB / Po.     | Final / MB / Po. |
| Equipe                         | Evento    | Adversário Resultado | Adversário Resultado | Adversário Resultado | Adversário Resultado | Adversário Resultado | Posição         | Adversário Resultado | Adversário Resultado | Posição          |
| ------------------------------ | --------- | -------------------- | -------------------- | -------------------- | -------------------- | -------------------- | --------------- | -------------------- | -------------------- | ---------------- |
| República Dominicana masculino | Masculino |                      |                      |                      |                      |                      |                 |                      |                      |                  |

### Feminino
A República Dominicana qualificou uma equipe feminina (de 4 atletas) após terminar entre as seis melhores nações do ranking mundial de 3x3 da FIBA, não qualificadas previamente.
Sumário
| Equipe                        | Evento   | Fase preliminar      | Fase preliminar      | Fase preliminar      | Fase preliminar      | Fase preliminar      | Fase preliminar | Semifinal            | Final / MB / Po.     | Final / MB / Po. |
| Equipe                        | Evento   | Adversário Resultado | Adversário Resultado | Adversário Resultado | Adversário Resultado | Adversário Resultado | Posição         | Adversário Resultado | Adversário Resultado | Posição          |
| ----------------------------- | -------- | -------------------- | -------------------- | -------------------- | -------------------- | -------------------- | --------------- | -------------------- | -------------------- | ---------------- |
| República Dominicana feminino | Feminino |                      |                      |                      |                      |                      |                 |                      |                      |                  |

## Boliche
A República Dominicana qualificou dois homens.
| Atleta | Evento               | Classificação / Final | Classificação / Final | Classificação / Final | Classificação / Final | Classificação / Final | Classificação / Final | Classificação / Final | Classificação / Final | Classificação / Final | Classificação / Final | Classificação / Final | Classificação / Final | Classificação / Final | Classificação / Final | Classificação / Final | Classificação / Final | Eliminatórias | Eliminatórias | Eliminatórias | Eliminatórias | Eliminatórias | Eliminatórias | Eliminatórias | Eliminatórias | Eliminatórias | Eliminatórias | Eliminatórias | Semifinal            | Final / MB           | Final / MB |
| Atleta | Evento               | Bloco 1               | Bloco 1               | Bloco 1               | Bloco 1               | Bloco 1               | Bloco 1               | Bloco 1               | Bloco 2               | Bloco 2               | Bloco 2               | Bloco 2               | Bloco 2               | Bloco 2               | Bloco 2               | Total                 | Posição               | Eliminatórias | Eliminatórias | Eliminatórias | Eliminatórias | Eliminatórias | Eliminatórias | Eliminatórias | Eliminatórias | Eliminatórias | Eliminatórias | Eliminatórias | Semifinal            | Final / MB           | Final / MB |
| Atleta | Evento               | 1                     | 2                     | 3                     | 4                     | 5                     | 6                     | Total                 | 7                     | 8                     | 9                     | 10                    | 11                    | 12                    | Total                 | Total                 | Posição               | 1             | 2             | 3             | 4             | 5             | 6             | 7             | 8             | Total         | Grande total  | Posição       | Adversário Resultado | Adversário Resultado | Posição    |
| ------ | -------------------- | --------------------- | --------------------- | --------------------- | --------------------- | --------------------- | --------------------- | --------------------- | --------------------- | --------------------- | --------------------- | --------------------- | --------------------- | --------------------- | --------------------- | --------------------- | --------------------- | ------------- | ------------- | ------------- | ------------- | ------------- | ------------- | ------------- | ------------- | ------------- | ------------- | ------------- | -------------------- | -------------------- | ---------- |
|        | Individual masculino |                       |                       |                       |                       |                       |                       |                       |                       |                       |                       |                       |                       |                       |                       |                       |                       |               |               |               |               |               |               |               |               |               |               |               |                      |                      |            |
|        |                      |                       |                       |                       |                       |                       |                       |                       |                       |                       |                       |                       |                       |                       |                       |                       |                       |               |               |               |               |               |               |               |               |               |               |               |                      |                      |            |
|        | Duplas masculinas    |                       |                       |                       |                       |                       |                       |                       |                       |                       |                       |                       |                       |                       |                       |                       |                       | —             | —             | —             | —             | —             | —             | —             | —             | —             | —             | —             | —                    | —                    | —          |

## Canoagem

### Velocidade
A República Dominicana qualificou um canoísta masculino de velocidade
Masculino
| Atleta | Evento     | Eliminatória | Eliminatória | Semifinal | Semifinal | Final | Final   |
| Atleta | Evento     | Tempo        | Posição      | Tempo     | Posição   | Tempo | Posição |
| ------ | ---------- | ------------ | ------------ | --------- | --------- | ----- | ------- |
|        | C-1 1000 m |              |              |           |           |       |         |

## Caratê
A República Dominicana qualificou uma equipe de cinco caratecas (dois homens e três mulheres) através do Campeonato Centro-Americano e do Caribe de 2023.
Kumite
| Atleta | Evento           | Fase de grupos       | Fase de grupos       | Fase de grupos       | Fase de grupos | Semifinal            | Final                | Final   |
| Atleta | Evento           | Adversário Resultado | Adversário Resultado | Adversário Resultado | Posição        | Adversário Resultado | Adversário Resultado | Posição |
| ------ | ---------------- | -------------------- | -------------------- | -------------------- | -------------- | -------------------- | -------------------- | ------- |
|        | +84 kg masculino |                      |                      |                      |                |                      |                      |         |
|        | -50 kg feminino  |                      |                      |                      |                |                      |                      |         |
|        | +68 kg feminino  |                      |                      |                      |                |                      |                      |         |

Kata
| Atleta | Evento               | Fase de grupos 1 | Fase de grupos 1 | Fase de grupos 2 | Fase de grupos 2 | Final / MB           | Final / MB |
| Atleta | Evento               | Pontuação        | Posição          | Pontuação        | Posição          | Adversário Pontuação | Posição    |
| ------ | -------------------- | ---------------- | ---------------- | ---------------- | ---------------- | -------------------- | ---------- |
|        | Individual masculino |                  |                  |                  |                  |                      |            |
|        | Individual feminino  |                  |                  |                  |                  |                      |            |

## Ciclismo
A República Dominicana qualificou 2 ciclistas (1 homem e 1 mulher). 

### Estrada
| Atleta | Evento                       | Tempo | Posição |
| ------ | ---------------------------- | ----- | ------- |
|        | Corrida em estrada masculina |       |         |
|        | Corrida em estrada feminina  |       |         |

## Esqui aquático
A República Dominicana qualificou quatro esquiadores aquáticos após o Campeonato Pan-Americano de Esqui Aquático de 2022.
Esqui aquático
Masculino
| Atleta | Evento  | Preliminar | Preliminar | Final  | Final | Final   | Final | Final |
| Atleta | Evento  | Resultado  | Posição    | Slalom | Rampa | Truques | Total | Rank  |
| ------ | ------- | ---------- | ---------- | ------ | ----- | ------- | ----- | ----- |
|        | Slalom  |            |            |        |       |         |       |       |
|        | Rampa   |            |            |        |       |         |       |       |
|        | Truques |            |            |        |       |         |       |       |
|        | Geral   |            |            |        |       |         |       |       |

Feminino
| Atleta | Evento  | Preliminar | Preliminar | Final  | Final | Final   | Final | Final |
| Atleta | Evento  | Resultado  | Posição    | Slalom | Rampa | Truques | Total | Rank  |
| ------ | ------- | ---------- | ---------- | ------ | ----- | ------- | ----- | ----- |
|        | Slalom  |            |            |        |       |         |       |       |
|        | Rampa   |            |            |        |       |         |       |       |
|        | Truques |            |            |        |       |         |       |       |
|        | Geral   |            |            |        |       |         |       |       |

## Futebol

### Masculino
A República Dominicana qualificou uma equipe masculina (de 18 atletas) após terminar como a equipe melhor ranqueada do Caribe no  Campeonato da CONCACAF Sub-20 de 2022.
Sumário
Key:
- A.T.E – Após tempo extra.
- P – Partida decidida na disputa por pênaltis.

| Equipe                         | Evento    | Fase de grupos       | Fase de grupos       | Fase de grupos       | Fase de grupos | Semifinal            | Final / MB / Po.     | Final / MB / Po. |
| Equipe                         | Evento    | Adversário Resultado | Adversário Resultado | Adversário Resultado | Posição        | Adversário Resultado | Adversário Resultado | Posição          |
| ------------------------------ | --------- | -------------------- | -------------------- | -------------------- | -------------- | -------------------- | -------------------- | ---------------- |
| República Dominicana masculino | Masculino |                      |                      |                      |                |                      |                      |                  |

## Ginástica

### Artística
A República Dominicana qualificou quatro ginastas (dois homens e duas mulheres) através do Campeonato Pan-Americano de 2023.
Masculino
| Atleta | Evento           | Qualificação | Qualificação | Qualificação | Qualificação | Qualificação | Qualificação | Total | Posição |
| Atleta | Evento           | S            | CA           | A            | Sa           | BP           | BF           | Total | Posição |
| ------ | ---------------- | ------------ | ------------ | ------------ | ------------ | ------------ | ------------ | ----- | ------- |
|        | Individual geral |              |              |              |              |              |              |       |         |
|        |                  |              |              |              |              |              |              |       |         |

Legenda de classificação: Q = Qualificado para a final por aparelhos
Feminino
| Atleta | Evento           | Qualificação | Qualificação | Qualificação | Qualificação | Total | Posição |
| Atleta | Evento           | Sa           | BA           | TE           | S            | Total | Posição |
| ------ | ---------------- | ------------ | ------------ | ------------ | ------------ | ----- | ------- |
|        | Individual geral |              |              |              |              |       |         |
|        |                  |              |              |              |              |       |         |

Legenda de classificação: Q = Qualificada para a final por aparelhos

### Trampolim
A República Dominicana qualificou um ginasta masculino para o trampolim no Campeonato Pan-Americano de 2023.
| Atleta | Evento               | Qualificação | Qualificação | Final     | Final   |
| Atleta | Evento               | Resultado    | Posição      | Resultado | Posição |
| ------ | -------------------- | ------------ | ------------ | --------- | ------- |
|        | Individual masculino |              |              |           |         |

## Judô
A República Dominicana qualificou uma judoca após vencer sua categoria nos Jogos Pan-Americanos Júnior de 2021.
Feminino
| Atleta                 | Evento | Oitavas-de-final     | Quartas-de-final     | Semifinais           | Repescagem           | Final / MB           | Final / MB |
| Atleta                 | Evento | Adversário Resultado | Adversário Resultado | Adversário Resultado | Adversário Resultado | Adversário Resultado | Posição    |
| ---------------------- | ------ | -------------------- | -------------------- | -------------------- | -------------------- | -------------------- | ---------- |
| Ariela Sanchez Benitez | −63 kg |                      |                      |                      |                      |                      |            |

## Levantamento de peso
A República Dominicana qualificou nove halterofilistas (cinco homens e quatro mulheres).
| Atleta        | Evento          | Arranco   | Arranco | Arremesso | Arremesso | Total | Posição |
| Atleta        | Evento          | Resultado | Posição | Resultado | Posição   | Total | Posição |
| ------------- | --------------- | --------- | ------- | --------- | --------- | ----- | ------- |
| Dahiana Ortiz | -49 kg feminino |           |         |           |           |       |         |
|               |                 |           |         |           |           |       |         |
|               |                 |           |         |           |           |       |         |
|               |                 |           |         |           |           |       |         |
|               |                 |           |         |           |           |       |         |
|               |                 |           |         |           |           |       |         |
|               |                 |           |         |           |           |       |         |
|               |                 |           |         |           |           |       |         |
|               |                 |           |         |           |           |       |         |

## Lutas
A República Dominicana qualificou uma equipe de 10 lutadores (8 homens e 2 mulheres) através do Campeonato Pan-Americano de Lutas de 2022 e do Campeonato Pan-Americano de Lutas de 2023.
Chave:
- VT – Vitória por queda
- PP – Decisão por pontos – derrotado com pontos técnicos.
- PO – Decisão por pontos – derrotado sem pontos técnicos.
- SP – Superioridade técnica – o derrotado com pontos técnicos e uma margem de vitória de pelo menos 9 (Greco-romana) ou 10 (livre) pontos.
- ST – Grande superioridade – o derrotado sem pontos técnicos e uma margem de vitória de pelo menos 8 (Greco-romana) ou 10 (livre) pontos.
- VA – Decisão por desistência

Masculino
| Atleta | Evento              | Quartas-de-final     | Semifinal            | Final / MB           | Final / MB |
| Atleta | Evento              | Adversário Resultado | Adversário Resultado | Adversário Resultado | Posição    |
| ------ | ------------------- | -------------------- | -------------------- | -------------------- | ---------- |
|        | Livre 65 kg         |                      |                      |                      |            |
|        | Livre 97 kg         |                      |                      |                      |            |
|        | Livre 125 kg        |                      |                      |                      |            |
|        | Greco-romana 60 kg  |                      |                      |                      |            |
|        | Greco-romana 67 kg  |                      |                      |                      |            |
|        | Greco-romana 87 kg  |                      |                      |                      |            |
|        | Greco-romana 97 kg  |                      |                      |                      |            |
|        | Greco-romana 130 kg |                      |                      |                      |            |

Feminino
| Atleta | Evento | Quartas-de-final     | Semifinal            | Final / MB           | Final / MB |
| Atleta | Evento | Adversário Resultado | Adversário Resultado | Adversário Resultado | Posição    |
| ------ | ------ | -------------------- | -------------------- | -------------------- | ---------- |
|        | 68 kg  |                      |                      |                      |            |
|        | 76 kg  |                      |                      |                      |            |

## Patinação sobre rodas

### Artística
A República Dominicana qualificou um patinador artístico.
| Atleta | Evento    | Programa curto | Programa curto | Programa longo | Programa longo | Total     | Total   |
| Atleta | Evento    | Pontuação      | Posição        | Pontuação      | Posição        | Pontuação | Posição |
| ------ | --------- | -------------- | -------------- | -------------- | -------------- | --------- | ------- |
|        | Masculino |                |                |                |                |           |         |

## Pentatlo moderno
A República Dominicana qualificou quatro pentatletas (dois homens e duas mulheres).
| Atleta | Evento                | Esgrima (Espada um toque) | Esgrima (Espada um toque) | Esgrima (Espada um toque) | Esgrima (Espada um toque) | Natação (200 m nado livre) | Natação (200 m nado livre) | Natação (200 m nado livre) | Hipismo (Saltos) | Hipismo (Saltos) | Hipismo (Saltos) | Tiro / Corrida (pistola a laser 10 m / 3000 m cross-country) | Tiro / Corrida (pistola a laser 10 m / 3000 m cross-country) | Tiro / Corrida (pistola a laser 10 m / 3000 m cross-country) | Total  | Total   |
| Atleta | Evento                | V – D                     | Posição                   | Pontos                    | PB                        | Tempo                      | Posição                    | Pontos                     | Penalidades      | Posição          | Pontos           | Tempo                                                        | Posição                                                      | Pontos                                                       | Pontos | Posição |
| ------ | --------------------- | ------------------------- | ------------------------- | ------------------------- | ------------------------- | -------------------------- | -------------------------- | -------------------------- | ---------------- | ---------------- | ---------------- | ------------------------------------------------------------ | ------------------------------------------------------------ | ------------------------------------------------------------ | ------ | ------- |
|        | Masculino             |                           |                           |                           |                           |                            |                            |                            |                  |                  |                  |                                                              |                                                              |                                                              |        |         |
|        |                       |                           |                           |                           |                           |                            |                            |                            |                  |                  |                  |                                                              |                                                              |                                                              |        |         |
|        | Revezamento masculino |                           |                           |                           |                           |                            |                            |                            |                  |                  |                  |                                                              |                                                              |                                                              |        |         |
|        | Feminino              |                           |                           |                           |                           |                            |                            |                            |                  |                  |                  |                                                              |                                                              |                                                              |        |         |
|        |                       |                           |                           |                           |                           |                            |                            |                            |                  |                  |                  |                                                              |                                                              |                                                              |        |         |
|        | Revezamento feminino  |                           |                           |                           |                           |                            |                            |                            |                  |                  |                  |                                                              |                                                              |                                                              |        |         |
|        | Revezamento misto     |                           |                           |                           |                           |                            |                            |                            |                  |                  |                  |                                                              |                                                              |                                                              |        |         |

## Remo
A República Dominicana qualificou um remador.
Masculino
| Atleta | Evento        | Eliminatória | Eliminatória | Repescagem | Repescagem | Semifinal | Semifinal | Final A/B | Final A/B |
| Atleta | Evento        | Tempo        | Posição      | Tempo      | Posição    | Tempo     | Posição   | Tempo     | Posição   |
| ------ | ------------- | ------------ | ------------ | ---------- | ---------- | --------- | --------- | --------- | --------- |
|        | Skiff simples |              |              |            |            |           |           |           |           |

## Taekwondo
A República Dominicana qualificou cinco atletas (três homens e duas mulheres) durante o Torneio Classificatório para os Jogos Pan-Americanos.
Kyorugi
Masculino
| Atleta | Evento | Oitavas-de-final     | Quartas-de-final     | Semifinais           | Repescagem           | Final / MB           | Final / MB |
| Atleta | Evento | Adversário Resultado | Adversário Resultado | Adversário Resultado | Adversário Resultado | Adversário Resultado | Posição    |
| ------ | ------ | -------------------- | -------------------- | -------------------- | -------------------- | -------------------- | ---------- |
|        | –58 kg |                      |                      |                      |                      |                      |            |
|        | –68 kg |                      |                      |                      |                      |                      |            |
|        | –80 kg |                      |                      |                      |                      |                      |            |

Feminino
| Atleta | Evento | Oitavas-de-final     | Quartas-de-final     | Semifinais           | Repescagem           | Final / MB           | Final / MB |
| Atleta | Evento | Adversário Resultado | Adversário Resultado | Adversário Resultado | Adversário Resultado | Adversário Resultado | Posição    |
| ------ | ------ | -------------------- | -------------------- | -------------------- | -------------------- | -------------------- | ---------- |
|        | –67 kg |                      |                      |                      |                      |                      |            |
|        | +67 kg |                      |                      |                      |                      |                      |            |

## Tênis de mesa
A República Dominicana qualificou uma equipe de quatro atletas (um homem e três mulheres) através do Evento de Qualificação Especial.
Masculino
| Atleta | Evento     | Fase de grupos       | Fase de grupos       | Fase de grupos       | Fase de grupos | Primeira rodada      | Segunda rodada       | Quartas-de-final     | Semifinal            | Final / MB           | Final / MB |
| Atleta | Evento     | Adversário Resultado | Adversário Resultado | Adversário Resultado | Posição        | Adversário Resultado | Adversário Resultado | Adversário Resultado | Adversário Resultado | Adversário Resultado | Posição    |
| ------ | ---------- | -------------------- | -------------------- | -------------------- | -------------- | -------------------- | -------------------- | -------------------- | -------------------- | -------------------- | ---------- |
|        | Individual | —                    | —                    | —                    | —              |                      |                      |                      |                      |                      |            |

Feminino
| Atleta | Evento     | Fase de grupos       | Fase de grupos       | Fase de grupos       | Fase de grupos | Primeira rodada      | Segunda rodada       | Quartas-de-final     | Semifinal            | Final / MB           | Final / MB |
| Atleta | Evento     | Adversário Resultado | Adversário Resultado | Adversário Resultado | Posição        | Adversário Resultado | Adversário Resultado | Adversário Resultado | Adversário Resultado | Adversário Resultado | Posição    |
| ------ | ---------- | -------------------- | -------------------- | -------------------- | -------------- | -------------------- | -------------------- | -------------------- | -------------------- | -------------------- | ---------- |
|        | Individual | —                    | —                    | —                    | —              |                      |                      |                      |                      |                      |            |
|        | Individual | —                    |                      |                      |                |                      |                      |                      |                      |                      |            |
|        | Dupla      | —                    | —                    | —                    | —              | —                    | —                    |                      |                      |                      |            |
|        | Equipe     | —                    |                      |                      |                | —                    | —                    |                      |                      |                      |            |

Misto
| Atleta | Evento | Primeira rodada      | Quartas-de-final     | Semifinal            | Final / MB           | Final / MB |
| Atleta | Evento | Adversário Resultado | Adversário Resultado | Adversário Resultado | Adversário Resultado | Posição    |
| ------ | ------ | -------------------- | -------------------- | -------------------- | -------------------- | ---------- |
|        | Dupla  |                      |                      |                      |                      |            |

## Tiro esportivo
A República Dominicana qualificou um total de 4 atiradores esportivos no Campeonato das Américas de Tiro de 2022.
Masculino
Espingarda
| Atleta | Evento         | Classificação | Classificação | Semifinal | Semifinal | Final / MB           | Final / MB |
| Atleta | Evento         | Pontos        | Posição       | Pontos    | Posição   | Adversário Resultado | Posição    |
| ------ | -------------- | ------------- | ------------- | --------- | --------- | -------------------- | ---------- |
|        | Fossa olímpica |               |               |           |           |                      |            |
|        |                |               |               |           |           |                      |            |
|        | Skeet          |               |               |           |           |                      |            |
|        |                |               |               |           |           |                      |            |

## Vela
A República Dominicana qualificou 3 barcos para um total de 3 velejadores.
Masculino
| Atleta | Evento  | Regata | Regata | Regata | Regata | Regata | Regata | Regata | Regata | Regata | Regata | Regata | Regata | Regata | Total  | Total   |
| Atleta | Evento  | 1      | 2      | 3      | 4      | 5      | 6      | 7      | 8      | 9      | 10     | 11     | 12     | M      | Pontos | Posição |
| ------ | ------- | ------ | ------ | ------ | ------ | ------ | ------ | ------ | ------ | ------ | ------ | ------ | ------ | ------ | ------ | ------- |
|        | IQFoil  |        |        |        |        |        |        |        |        |        |        |        |        |        |        |         |
|        | Sunfish |        |        |        |        |        |        |        |        |        |        | —      | —      |        |        |         |
|        | Kites   |        |        |        |        |        |        |        |        |        |        | —      | —      |        |        |         |

## Voleibol
Quadra

### Masculino
A República Dominicana qualificou uma equipe masculina (de 12 atletas) após terminar como a melhor equipe da NORCECA nos Jogos Pan-Americanos Júnior de 2021.
Sumário
| Equipe                         | Evento    | Fase de grupos       | Fase de grupos       | Fase de grupos       | Fase de grupos | Semifinal            | Final / MB / Po.     | Final / MB / Po. |
| Equipe                         | Evento    | Adversário Resultado | Adversário Resultado | Adversário Resultado | Posição        | Adversário Resultado | Adversário Resultado | Posição          |
| ------------------------------ | --------- | -------------------- | -------------------- | -------------------- | -------------- | -------------------- | -------------------- | ---------------- |
| República Dominicana masculino | Masculino |                      |                      |                      |                |                      |                      |                  |

### Feminino
A República Dominicana qualificou uma equipe feminina (de 12 atletas) após vencer a Copa Pan-Americana de Voleibol Feminino de 2021.
Sumário
| Equipe                        | Evento   | Fase de grupos       | Fase de grupos       | Fase de grupos       | Fase de grupos | Semifinal            | Final / MB / Po.     | Final / MB / Po. |
| Equipe                        | Evento   | Adversário Resultado | Adversário Resultado | Adversário Resultado | Posição        | Adversário Resultado | Adversário Resultado | Posição          |
| ----------------------------- | -------- | -------------------- | -------------------- | -------------------- | -------------- | -------------------- | -------------------- | ---------------- |
| República Dominicana feminino | Feminino |                      |                      |                      |                |                      |                      |                  |